# Biologia humana
La biologia humana és una ciència interdisciplinària que inclou els camps de la biologia, l'antropologia biològica, l'arqueologia, la nutrició i la medicina, i se centra en els humans; està estretament relacionada amb la biologia de primats i amb altres camps. Els seus inicis se situen amb la creació del departament biologia humana l'any 1970 a la Universitat Stanford.

## Història
La primera persona que va utilitzar el terme biologia humana va ser Ernst Freiherr von Blomberg (°1821 - +1903).

## Recerca
La recerca en biologia humana abasta:
- La variació genètica entre les poblacions humanes, en el passat i en l'actualitat
- La variació biològica relacionada amb el clima i amb altres elements de l'entorn natural
- Determinants, en les poblacions, del risc a malalties degeneratives i a malalties infeccioses
- Creixement i desenvolupament dels humans
- Biodemografia

Tot i que els límits clars no existeixen, la biologia humana es distingeix de la recerca de medicina convencional per centrar-se en la salut a nivel internacional i a nivell de poblacions, i en l'evolució humana, adaptació biològica i genètica de poblacions en comptes del diagnòstic individual.